# Степанян, Карен Ашотович
Карен Ашотович Степанян (арм. Կարեն Աշոտի Ստեփանյան; 20 февраля 1952, Ереван, Армения — 15 сентября 2018, Москва, Россия) — советский и российский литературовед, критик, редактор; доктор филологических наук, вице-президент Российского общества Достоевского, член редколлегии журнала «Знамя», заведующий отделом критики, ведущий научный сотрудник Института мировой литературы им. А. М. Горького РАН.

## Биография
Окончив в 1974 году филологический факультет Ереванского государственного университета с дипломной работой по повести Ф. М. Достоевского «Двойник», К. А. Степанян в том же году стал аспирантом Института мировой литературы (ИМЛИ) им. А. М. Горького в Москве. Защитив кандидатскую диссертацию «Типы и функции повествователей в романах Ф. М. Достоевского и У. Фолкнера», с 1978 года работал в «Литературной газете».
С 1982 года — член Союза журналистов, а с 1993 по — Союза российских писателей.
С 1988 года работал в журнале «Знамя», с 2014 года — в Институте мировой литературы им. А. М. Горького РАН.
Вице-президент российского Общества Достоевского (1996—2018). Главный редактор журнала «Достоевский и мировая культура. Филологический журнал» ИМЛИ РАН.
В 2007 году защитил докторскую диссертацию «„Реализм в высшем смысле“ как творческий метод Ф. М. Достоевского».
Опубликовал более 150 работ в книгах, сборниках и периодических изданиях.

## Награды
- Заслуженный работник культуры Российской Федерации (8 ноября 2011) — за заслуги в области культуры, печати и многолетнюю плодотворную работу

## Книги
- Степанян К. А. Достоевский и язычество (Какие пророчества Достоевского мы не услышали и почему?). — М. ; Смоленск, 1992.
- Степанян К. А. «Сознать и сказать»: «Реализм в высшем смысле» как творческий метод Ф. М. Достоевского. — М.: Раритет, 2005.
- Степанян К. А. Явление и диалог в романах Ф. М. Достоевского. — СПб.: Крига, 2010. — 400 с.
- Степанян К. А. Достоевский и Сервантес. Диалог в большом времени. — М.: Языки славянской культуры, 2013. — 368 с.
- Степанян К. А. Путеводитель по роману Ф. М. Достоевского «Преступление и наказание» : Учебное пособие. — М.: Издательство Московского университета, 2014. — 208 с.
- Степанян К. А. Шекспир, Бахтин и Достоевский: герои и авторы в большом времени. — М.: Языки славянской культуры, 2016. — 296 с.
- Степанян К. А. Путеводитель по роману Ф. М. Достоевского «Братья Карамазовы» : Учебное пособие. — М.: Издательство Московского университета, 2018. — 178 с.

## Статьи
- Степанян К. А. Смерть и спасение Родиона Раскольникова // Достоевский Ф. М. Преступление и наказание. — М.: Детская литература, 2012. — С. 5—26.